# Manuscrits de Freising
Les manuscrits de Freising (en d'autres langues : les monuments de Freising, slovène : Brižinski spomeniki, latin : Monumenta Frisingensia, allemand Freisinger Denkmäler) sont un ensemble de trois textes en slovène écrits dans la seconde moitié du Xe siècle ou la première moitié du XIe. Ils sont la plus ancienne trace de la langue slovène, et la plus ancienne occurrence d'une langue slave en caractères latins. Ils documentent également l'étymologie et la langue des Carantans.

## Contenu
Les manuscrits de Freising consistent en trois textes ecclésiastiques indépendants sur parchemin contenus dans un codex latin, le Manuel de mission de l'évêque Abraham, l'évêque Abraham de Freising (957-993). Deux des textes contiennent des formules confessionnelles, le troisième est une homélie. Ils sont transcrits en minuscule caroline. Il convient de noter l'absence totale de germanismes.

## Histoire
Les textes sont rédigés entre 972 et 1039 à un endroit inconnu. Ils ont été utilisés dans les activités missionnaires du diocèse de Freising dans ses possessions en Carinthie. Ils proviennent peut-être du bas Mölltal, où le diocèse de Freising possédait des propriétés dans le Bassin de Lurnfeld.
À la suite de la sécularisation des biens ecclésiastiques en Bavière décidée en 1803, le codex entre dans les fonds de la Bibliothèque d'État de Bavière à Munich, où les monuments de Freising sont découverts en 1807. Ils s'y trouvent toujours à l'époque contemporaine (Clm 6426).
En lien avec les aspirations nationales croissantes des peuples slaves d'Autriche-Hongrie, la slavistique naissante s'intéresse au XIXe siècle aux origines et similitudes des langues slaves. C'est dans ce contexte que les manuscrits sont publiés en 1822 à Vienne par le linguiste slovène Jernej Kopitar. Kopitar supposait même que l'évêque Abraham von Freising était d'origine slovène et pouvait en être l'auteur.
Il existe une édition en fac-similé, publiée à Ljubljana avant la Seconde Guerre mondiale.
Les monuments de Freising représentent non seulement la plus ancienne trace de la langue slovène, mais aussi de toute langue slave en écriture latine. Ils sont rédigés à peu près à la même époque que les plus anciens textes conservés en vieux-slave.